# 漢科卡拉尼山 (奧魯羅省)
18°11′30″S 66°50′27″W / 18.19167°S 66.84083°W
漢科卡拉尼山（Janq'u Qalani），是玻利維亞的山峰，位於該國西部奧魯羅省的潘塔萊翁達倫斯省，西南面是紐紐科柳山，東南面是奇亞拉錢卡山，屬於安第斯山脈的一部分，海拔高度4,628米。